# Ullensaker/Kisa Idrettslag 2014
Questa voce raccoglie le informazioni riguardanti l'Ullensaker/Kisa Idrettslag nelle competizioni ufficiali della stagione 2014.

## Stagione
L'annata è iniziata con la nomina di Tommy Berntsen come nuovo allenatore. L'Ullensaker/Kisa ha chiuso la stagione al 15º posto in classifica, retrocedendo così nella 2. divisjon. L'avventura nel Norgesmesterskapet 2014 è terminata invece al terzo turno, con l'eliminazione per mano del Mjøndalen. Il calciatore più utilizzato in stagione è stato Lars Jørgen Mork, con 30 presenze (27 in campionato, 3 in coppa). I migliori marcatori sono stati Chuma Anene, Thomas Lehne Olsen e lo stesso Lars Jørgen Mork, tutti a quota 5 reti tra campionato e coppa.

## Rosa
| N. |                      | Ruolo | Calciatore             |
| -- | -------------------- | ----- | ---------------------- |
| 1  | Norvegia (bandiera)  | P     | Alexander Vangen       |
| 2  | Norvegia (bandiera)  | D     | Markus Stensby         |
| 3  | Danimarca (bandiera) | D     | Rasmus Christiansen    |
| 4  | Norvegia (bandiera)  | A     | Thomas Lehne Olsen     |
| 4  | Islanda (bandiera)   | D     | Jóhann Laxdal          |
| 5  | Norvegia (bandiera)  | D     | Lars Ivar Slemdal      |
| 6  | Norvegia (bandiera)  | C     | Markus Furseth         |
| 7  | Norvegia (bandiera)  | C     | Lars Jørgen Mork       |
| 8  | Norvegia (bandiera)  | C     | Truls Jørstad          |
| 9  | Norvegia (bandiera)  | A     | Tore Andreas Gundersen |
| 9  | Norvegia (bandiera)  | A     | Chuma Anene            |
| 10 | Nigeria (bandiera)   | C     | Stanley Ihugba         |
| 11 | Norvegia (bandiera)  | C     | Morten Giæver          |
| 12 | Norvegia (bandiera)  | P     | Henrik Bakke           |
| 13 | Norvegia (bandiera)  | C     | Jonas Fjeldberg        |
| 14 | Norvegia (bandiera)  | A     | Shåresh Ahmadi         |
| 15 | Norvegia (bandiera)  | C     | Joakim Holmedal        |

| N. |                               | Ruolo | Calciatore                    |
| -- | ----------------------------- | ----- | ----------------------------- |
| 16 | Norvegia (bandiera)           | C     | Kristoffer Ødemarksbakken     |
| 17 | Ghana (bandiera)              | C     | Enock Kwakwa                  |
| 18 | Macedonia del Nord (bandiera) | D     | Edmir Asani                   |
| 19 | Norvegia (bandiera)           | D     | John Anders Rise              |
| 20 | Norvegia (bandiera)           | D     | Simen Stensrud Blaker         |
| 21 | Nigeria (bandiera)            | A     | Ahmed Suleiman                |
| 22 | Costa d'Avorio (bandiera)     | D     | Mohamed Doumouya              |
| 23 | Norvegia (bandiera)           | D     | Pål Steffen Andresen          |
| 24 | Norvegia (bandiera)           | A     | Magnus Killingberg Nikolaisen |
| 25 | Norvegia (bandiera)           | D     | Johan Kolbjørnsrud            |
| 26 | Svezia (bandiera)             | C     | Viktor Adebahr                |
| 26 | Norvegia (bandiera)           | D     | Vebjørn Sangnæs               |
| 27 | Norvegia (bandiera)           | C     | Herman Henriksen              |
| 28 | Norvegia (bandiera)           | C     | Karsten Rognerud              |
| 31 | Norvegia (bandiera)           | P     | Are Flatlie                   |
| 31 | Norvegia (bandiera)           | P     | Fredrik Johansen Mundal       |

## Calciomercato

### Sessione invernale(dal 01/01 al 31/03)
| Arrivi           | Arrivi                        | Arrivi                 | Arrivi        |
| R.               | Nome                          | da                     | Modalità      |
| ---------------- | ----------------------------- | ---------------------- | ------------- |
| P                | Henrik Bakke                  | Lillehammer            | definitivo    |
| D                | Edmir Asani                   | HamKam                 | definitivo    |
| D                | Mohamed Doumouya              | Ac. Symb. Foot D'Abobo | prestito      |
| D                | Jóhann Laxdal                 | Stjarnan               | definitivo    |
| D                | Lars Ivar Slemdal             | Moss                   | fine prestito |
| C                | Markus Furseth                | Lillestrøm             | definitivo    |
| C                | Joakim Holmedal               | Lillestrøm             | definitivo    |
| C                | Enock Kwakwa                  | Manchester City        | definitivo    |
| A                | Shåresh Ahmadi                | Vålerenga              | definitivo    |
| A                | Chuma Anene                   | Vålerenga              | definitivo    |
| A                | Magnus Killingberg Nikolaisen |                        | svincolato    |
| Altre operazioni |                               |                        |               |
| R.               | Nome                          | da                     | Modalità      |
| A                | Kim Brenna                    | Skedsmo                | fine prestito |
| A                | Sivert Dæhlie                 | Skedsmo                | fine prestito |

| Partenze | Partenze              | Partenze   | Partenze      |
| R.       | Nome                  | a          | Modalità      |
| -------- | --------------------- | ---------- | ------------- |
| P        | Henrik Homleviken     |            | svincolato    |
| P        | Stefán Logi Magnússon | Lillestrøm | fine prestito |
| D        | Erik Stensby          |            | svincolato    |
| C        | Christian Aas         |            | svincolato    |
| C        | Ola Jørstad           |            | svincolato    |
| C        | Thomas Morgan         | Gjøvik-Lyn | definitivo    |
| C        | Simen Kind Mikalsen   | Lillestrøm | definitivo    |
| C        | Martin Rosenkilde     |            | svincolato    |
| A        | Kim Brenna            |            | svincolato    |
| A        | Sivert Dæhlie         |            | svincolato    |
| A        | Steevan dos Santos    | Progresso  | definitivo    |
| A        | Ole Kristian Langås   |            | svincolato    |
| A        | Ghayas Zahid          | Vålerenga  | fine prestito |

### Sessione estiva(dal 15/07 al 15/08)
| Arrivi | Arrivi                 | Arrivi       | Arrivi     |
| R.     | Nome                   | da           | Modalità   |
| ------ | ---------------------- | ------------ | ---------- |
| D      | John Anders Rise       | HamKam       | definitivo |
| C      | Viktor Adebahr         | HamKam       | definitivo |
| A      | Tore Andreas Gundersen | HamKam       | definitivo |
| A      | Thomas Lehne Olsen     | Strømsgodset | prestito   |

| Partenze | Partenze      | Partenze   | Partenze   |
| R.       | Nome          | a          | Modalità   |
| -------- | ------------- | ---------- | ---------- |
| D        | Jóhann Laxdal | Stjarnan   | definitivo |
| A        | Chuma Anene   | Rabotnički | definitivo |

## Risultati

### 1. divisjon

#### Girone di andata
| Arbitro: | Gya |

|  |           |                                |
|  | Marcatori | 38’ Kirkevold 50’ Juel-Nielsen |

| Arbitro: | Tennøy |

|                |           |  |
| Stamnestrø 83’ | Marcatori |  |

| Arbitro: | Ahlsen |

|                                                  |           |            |
| Kristoffersen 2’ Barlow 8’ H. Lysvoll 68’ (rig.) | Marcatori | 76’ Giæver |

| Arbitro: | Smehus Kringstad |

|  |           |                  |
|  | Marcatori | 71’ (rig.) Solli |

| Fredrikstad 1º maggio 2014, ore 15:00 5ª giornata | Fredrikstad | 0 – 0 referto | Ullensaker/Kisa | Fredrikstad Stadion (4.385 spett.) |

| Arbitro: | Hagenes |

|  |           |              |
|  | Marcatori | 68’ Kapidžić |

| Arbitro: | Gjermshus |

|                                                             |           |                            |
| El Haj 11’ Achrifi 38’ (rig.), 63’ Amundsen 42’ Schulze 72’ | Marcatori | 4’ Andresen 51’, 90’ Anene |

| Arbitro: | Eskås |

|          |           |  |
| Mork 16’ | Marcatori |  |

| Arbitro: | Borgersen (Oslo) |

|                          |           |          |
| Pellegrino 11’, 31’, 58’ | Marcatori | 15’ Mork |

| Arbitro: | Ahlsen |

|                   |           |                  |
| Giæver 47’ (rig.) | Marcatori | 44’ Eek 90’ Åsen |

| Ågotnes 29 maggio 2014, ore 18:00 11ª giornata                                | Nest-Sotra | 1 – 1 referto              | Ullensaker/Kisa | Ågotnes Stadion (1.014 spett.) |
| \| \| \| \| \| Lie Skålevik 21’ \| Marcatori \| 41’ Killingberg Nikolaisen \| |            |                            |                 |                                |
|                                                                               |            |                            |                 |                                |
| Lie Skålevik 21’                                                              | Marcatori  | 41’ Killingberg Nikolaisen |                 |                                |

| Jessheim 1º giugno 2014, ore 18:00 12ª giornata | Ullensaker/Kisa   | 0 – 0 referto | Alta | UKI Arena (319 spett.)\| Arbitro: \| Lundby (Bøverbru) \| |
| Arbitro:                                        | Lundby (Bøverbru) |               |      |                                                           |

| Arbitro: | Tennøy |

|  |           |            |
|  | Marcatori | 40’ Ahmadi |

| Arbitro: | Smehus Kringstad |

|            |           |                                     |
| Kwakwa 86’ | Marcatori | 6’ R. Johansen 26’, 66’ J. Johansen |

| Arbitro: | Tennøy |

|                                         |           |  |
| Ulland Andersen 7’ Shroot 40’, 43’, 53’ | Marcatori |  |

#### Girone di ritorno
| Arbitro: | Eskås |

|                                              |           |  |
| Andresen 41’ Mork 47’ Suleiman 59’, 70’, 90’ | Marcatori |  |

| Arbitro: | Hansen (Feda) |

|          |           |  |
| Hoås 15’ | Marcatori |  |

| Arbitro: | Ahlsen |

|           |           |            |
| Asani 90’ | Marcatori | 69’ Shroot |

| Arbitro: | Borgersen (Oslo) |

|                |           |  |
| Lehne Olsen 8’ | Marcatori |  |

| Arbitro: | Hauge |

|                               |           |                 |
| Skartun 39’ Landro 44’ (rig.) | Marcatori | 50’ Lehne Olsen |

| Arbitro: | Hansen (Feda) |

|          |           |  |
| Mork 58’ | Marcatori |  |

| Arbitro: | Ahlsen |

|                                           |           |                 |
| Kapidžić 11’ Sylling Olsen 52’ Sundli 62’ | Marcatori | 73’ Lehne Olsen |

| Arbitro: | Borgersen (Oslo) |

|  |           |             |
|  | Marcatori | 75’ Sansara |

| Arbitro: | Tennøy |

|                                         |           |  |
| Kirkevold 6’, 12’ Lamøy 42’ Sødlund 90’ | Marcatori |  |

| Arbitro: | Hauge |

|  |           |                            |
|  | Marcatori | 12’ Pedersen 73’ Benmoussa |

| Arbitro: | Tennøy |

|                                                 |           |  |
| Andersen 32’, 74’ Ondrášek 33’, 53’, 72’ (rig.) | Marcatori |  |

| Arbitro: | Gya |

|  |           |                            |
|  | Marcatori | 8’ Slemdal 41’ Lehne Olsen |

| Jessheim 19 ottobre 2014, ore 18:00 28ª giornata                          | Ullensaker/Kisa | 1 – 2 referto              | Kristiansund BK | UKI Arena (308 spett.) |
| \| \| \| \| \| Andresen 90’ \| Marcatori \| 23’ Kalludra 71’ Næss Lund \| |                 |                            |                 |                        |
|                                                                           |                 |                            |                 |                        |
| Andresen 90’                                                              | Marcatori       | 23’ Kalludra 71’ Næss Lund |                 |                        |

| Arbitro: | Tennøy |

|                            |           |                 |
| Ertsås 26’ Fundingsrud 87’ | Marcatori | 18’ Lehne Olsen |

| Arbitro: | Borgersen (Oslo) |

|                 |           |                                     |
| Kwakwa 23’, 79’ | Marcatori | 30’ Lie Skålevik 45’ J. Hammersland |

### Norgesmesterskapet
| Løken 24 aprile 2014, ore 18:00 Primo turno                                             | Aurskog-Høland | 0 – 5 referto                                         | Ullensaker/Kisa | Høland Stadion (250 spett.) |
| \| \| \| \| \| \| Marcatori \| 14’, 42’ Anene 17’ Ødemarksbakken 18’ Mork 81’ Ahmadi \| |                |                                                       |                 |                             |
|                                                                                         |                |                                                       |                 |                             |
|                                                                                         | Marcatori      | 14’, 42’ Anene 17’ Ødemarksbakken 18’ Mork 81’ Ahmadi |                 |                             |

| Jessheim 7 maggio 2014, ore 18:00 Secondo turno                         | Ullensaker/Kisa | 2 – 1 referto | Gjøvik-Lyn | UKI Arena (60 spett.) |
| \| \| \| \| \| Anene 16’ Giæver 86’ (rig.) \| Marcatori \| 7’ Urrang \| |                 |               |            |                       |
|                                                                         |                 |               |            |                       |
| Anene 16’ Giæver 86’ (rig.)                                             | Marcatori       | 7’ Urrang     |            |                       |

| Mjøndalen 4 giugno 2014, ore 18:00 Terzo turno        | Mjøndalen | 1 – 0 referto | Ullensaker/Kisa | Mjøndalen Stadion |
| \| \| \| \| \| Semb Aasmundsen 38’ \| Marcatori \| \| |           |               |                 |                   |
|                                                       |           |               |                 |                   |
| Semb Aasmundsen 38’                                   | Marcatori |               |                 |                   |

## Statistiche

### Statistiche di squadra
| Competizione       | Punti | In casa | In casa | In casa | In casa | In casa | In casa | In trasferta | In trasferta | In trasferta | In trasferta | In trasferta | In trasferta | Totale | Totale | Totale | Totale | Totale | Totale | DR  |
| Competizione       | Punti | G       | V       | N       | P       | Gf      | Gs      | G            | V            | N            | P            | Gf           | Gs           | G      | V      | N      | P      | Gf     | Gs     | DR  |
| ------------------ | ----- | ------- | ------- | ------- | ------- | ------- | ------- | ------------ | ------------ | ------------ | ------------ | ------------ | ------------ | ------ | ------ | ------ | ------ | ------ | ------ | --- |
| 1. divisjon        | 23    | 15      | 4       | 3       | 8       | 14      | 17      | 15           | 2            | 2            | 11           | 12           | 34           | 30     | 6      | 5      | 19     | 26     | 51     | -25 |
| Norgesmesterskapet | -     | 1       | 1       | 0       | 0       | 2       | 1       | 2            | 1            | 0            | 1            | 5            | 1            | 3      | 2      | 0      | 1      | 7      | 2      | +5  |
| Totale             | -     | 16      | 5       | 3       | 8       | 16      | 18      | 17           | 3            | 2            | 12           | 17           | 35           | 33     | 8      | 5      | 20     | 33     | 53     | -20 |

### Andamento in campionato
| Giornata  | 1 | 2 | 3 | 4 | 5 | 6 | 7 | 8  | 9 | 10 | 11 | 12 | 13 | 14 | 15 | 16 | 17 | 18 | 19 | 20 | 21 | 22 | 23 | 24 | 25 | 26 | 27 | 28 | 29 | 30 |
| --------- | - | - | - | - | - | - | - | -- | - | -- | -- | -- | -- | -- | -- | -- | -- | -- | -- | -- | -- | -- | -- | -- | -- | -- | -- | -- | -- | -- |
| Luogo     | C | T | T | C | T | C | T | TC | T | C  | T  | C  | T  | C  | T  | C  | T  | C  | C  | T  | C  | T  | C  | T  | C  | T  | T  | C  | T  | C  |
| Risultato | P | P | P | P | N | P | P | V  | P | P  | N  | N  | V  | P  | P  | V  | P  | N  | V  | P  | V  | P  | P  | P  | P  | P  | V  | P  | P  | N  |
| Posizione |   |   |   |   |   |   |   |    |   |    |    |    |    |    |    |    |    |    |    |    |    |    |    |    |    |    |    |    |    | 15 |

Fonte:  1. divisjon 2014, su altomfotball.no, Altomfotball. URL consultato il 6 maggio 2015 (archiviato dall'url originale il 17 aprile 2015).
Legenda:

Luogo: C = Casa; T = Trasferta. Risultato: V = Vittoria; N = Pareggio; P = Sconfitta.

### Statistiche dei giocatori
| Giocatore                 | 1. divisjon | 1. divisjon | 1. divisjon | 1. divisjon | Norgesmesterskapet | Norgesmesterskapet | Norgesmesterskapet | Norgesmesterskapet | Coppe europee | Coppe europee | Coppe europee | Coppe europee | Altre coppe | Altre coppe | Altre coppe | Altre coppe | Totale   | Totale | Totale      | Totale     |
| Giocatore                 | Presenze    | Reti        | Ammonizioni | Espulsioni  | Presenze           | Reti               | Ammonizioni        | Espulsioni         | Presenze      | Reti          | Ammonizioni   | Espulsioni    | Presenze    | Reti        | Ammonizioni | Espulsioni  | Presenze | Reti   | Ammonizioni | Espulsioni |
| ------------------------- | ----------- | ----------- | ----------- | ----------- | ------------------ | ------------------ | ------------------ | ------------------ | ------------- | ------------- | ------------- | ------------- | ----------- | ----------- | ----------- | ----------- | -------- | ------ | ----------- | ---------- |
| V. Adebahr                | 10          | 0           | 2           | 0           | -                  | -                  | -                  | -                  |               |               |               |               |             |             |             |             | 10       | 0      | 2           | 0          |
| S. Ahmadi                 | 19          | 1           | 3           | 0           | 2                  | 1                  | 0                  | 0                  |               |               |               |               |             |             |             |             | 21       | 2      | 3           | 0          |
| P. Andresen               | 21          | 3           | 4           | 0           | 2                  | 0                  | 0                  | 0                  |               |               |               |               |             |             |             |             | 23       | 3      | 4           | 0          |
| C. Anene                  | 14          | 2           | 3           | 0           | 3                  | 3                  | 0                  | 0                  |               |               |               |               |             |             |             |             | 17       | 5      | 3           | 0          |
| E. Asani                  | 23          | 1           | 3           | 0           | 2                  | 0                  | 0                  | 0                  |               |               |               |               |             |             |             |             | 25       | 1      | 3           | 0          |
| H. Bakke                  | 12          | -27         | 0           | 0           | 3                  | -2                 | 0                  | 0                  |               |               |               |               |             |             |             |             | 15       | -29    | 0           | 0          |
| R. Christiansen           | 8           | 0           | 0           | 0           | 2                  | 0                  | 0                  | 0                  |               |               |               |               |             |             |             |             | 10       | 0      | 0           | 0          |
| M. Doumouya               | 4           | 0           | 1           | 0           | 1                  | 0                  | 1                  | 0                  |               |               |               |               |             |             |             |             | 5        | 0      | 2           | 0          |
| J. Fjeldberg              | 7           | 0           | 0           | 0           | 0                  | 0                  | 0                  | 0                  |               |               |               |               |             |             |             |             | 7        | 0      | 0           | 0          |
| A. Flatlie                | 0           | -0          | 0           | 0           | 0                  | -0                 | 0                  | 0                  |               |               |               |               |             |             |             |             | 0        | 0      | 0           | 0          |
| M. Furseth                | 5           | 0           | 0           | 0           | 2                  | 0                  | 0                  | 0                  |               |               |               |               |             |             |             |             | 7        | 0      | 0           | 0          |
| M. Giæver                 | 19          | 2           | 0           | 0           | 1                  | 1                  | 0                  | 0                  |               |               |               |               |             |             |             |             | 20       | 3      | 0           | 0          |
| T. Gundersen              | 6           | 0           | 1           | 0           | -                  | -                  | -                  | -                  |               |               |               |               |             |             |             |             | 6        | 0      | 1           | 0          |
| H. Henriksen              | 1           | 0           | 0           | 0           | 0                  | 0                  | 0                  | 0                  |               |               |               |               |             |             |             |             | 1        | 0      | 0           | 0          |
| J. Holmedal               | 16          | 0           | 0           | 0           | 3                  | 0                  | 1                  | 0                  |               |               |               |               |             |             |             |             | 19       | 0      | 1           | 0          |
| S. Ihugba                 | 16          | 0           | 1           | 0           | 3                  | 0                  | 0                  | 0                  |               |               |               |               |             |             |             |             | 19       | 0      | 1           | 0          |
| F. Johansen Mundal        | 0           | -0          | 0           | 0           | 0                  | -0                 | 0                  | 0                  |               |               |               |               |             |             |             |             | 0        | 0      | 0           | 0          |
| T. Jørstad                | 21          | 0           | 5           | 0           | 1                  | 0                  | 0                  | 0                  |               |               |               |               |             |             |             |             | 22       | 0      | 5           | 0          |
| M. Killingberg Nikolaisen | 12          | 1           | 0           | 0           | 1                  | 0                  | 0                  | 0                  |               |               |               |               |             |             |             |             | 13       | 1      | 0           | 0          |
| J. Kolbjørnsrud           | 23          | 0           | 2           | 0           | 2                  | 0                  | 1                  | 0                  |               |               |               |               |             |             |             |             | 25       | 0      | 3           | 0          |
| E. Kwakwa                 | 21          | 3           | 6           | 0           | 1                  | 0                  | 0                  | 0                  |               |               |               |               |             |             |             |             | 22       | 3      | 6           | 0          |
| J. Laxdal                 | 12          | 0           | 3           | 0           | 2                  | 0                  | 0                  | 0                  |               |               |               |               |             |             |             |             | 14       | 0      | 3           | 0          |
| T. Lehne Olsen            | 12          | 5           | 1           | 0           | -                  | -                  | -                  | -                  |               |               |               |               |             |             |             |             | 12       | 5      | 1           | 0          |
| L. Mork                   | 27          | 4           | 7           | 0           | 3                  | 1                  | 1                  | 0                  |               |               |               |               |             |             |             |             | 30       | 5      | 8           | 0          |
| K. Ødemarksbakken         | 13          | 0           | 0           | 0           | 1                  | 1                  | 0                  | 0                  |               |               |               |               |             |             |             |             | 14       | 1      | 0           | 0          |
| J. Rise                   | 5           | 0           | 1           | 0           | -                  | -                  | -                  | -                  |               |               |               |               |             |             |             |             | 5        | 0      | 1           | 0          |
| K. Rognerud               | 1           | 0           | 0           | 0           | 0                  | 0                  | 0                  | 0                  |               |               |               |               |             |             |             |             | 1        | 0      | 0           | 0          |
| V. Sangnæs                | 0           | 0           | 0           | 0           | 0                  | 0                  | 0                  | 0                  |               |               |               |               |             |             |             |             | 0        | 0      | 0           | 0          |
| L. Slemdal                | 24          | 1           | 2           | 0           | 3                  | 0                  | 0                  | 0                  |               |               |               |               |             |             |             |             | 27       | 1      | 2           | 0          |
| M. Stensby                | 7           | 0           | 2           | 0           | 0                  | 0                  | 0                  | 0                  |               |               |               |               |             |             |             |             | 7        | 0      | 2           | 0          |
| S. Stensrud Blaker        | 6           | 0           | 0           | 0           | 1                  | 0                  | 0                  | 0                  |               |               |               |               |             |             |             |             | 7        | 0      | 0           | 0          |
| A. Suleiman               | 19          | 3           | 5           | 0           | 2                  | 0                  | 0                  | 0                  |               |               |               |               |             |             |             |             | 21       | 3      | 5           | 0          |
| A. Vangen                 | 19          | -24         | 1           | 0           | 0                  | -0                 | 0                  | 0                  |               |               |               |               |             |             |             |             | 19       | -24    | 1           | 0          |